# Rohan (Śródziemie)

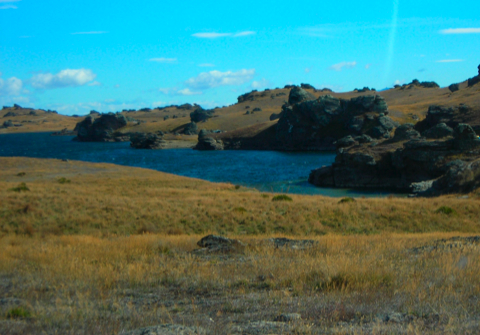
Krajobraz Rohanu w ekranizacji Władcy Pierścieni

Rohan (sind. Kraj koni) – państwo ze stworzonej przez J.R.R. Tolkiena mitologii Śródziemia zamieszkiwane przez Rohirrimów, zwanych także „Władcami koni”.
Poprzez nigdy nie złamany sojusz dzieje Rohanu są związane z Gondorem, stojącym na wyższym poziomie cywilizacyjnym. Jednak krytyka literacka mówi o Rohirrimach, że Tolkien darzył ich największym uczuciem i że w pewnym sensie zajmują centralne miejsce w utworze. Język rohirricki jest bowiem kalką mercjańskiej odmiany staroangielskiego, a rohirricka nazwa Mark oznaczająca państwo Rohanu to dawne określenie obszaru centralnej Anglii.

## Geografia

### Granice i krajobraz
Granice Rohanu wyznaczały: na zachodzie Adorn wypływająca z Ered Nimrais na północny zachód do miejsca, gdzie łączyła się z Angren (Iseną), dalej na północny wschód do fortecy Angrenostu (Isengardu), który w momencie tworzenia Rohanu pozostawiono pod komendą Gondoru. Następnie na północny wschód Góry Mgliste, Fangorn, na północy Limlight płynąca na wschód do Anduiny, na wschodzie Anduina i zachodni skraj Emyn Muil do trzęsawisk ujścia Rzeki Entów, następnie Mering na południowym wschodzie i Ered Nimrais na południu wraz z dolinami otwartymi w kierunku północnym do miejsca, skąd wypływała Adorn. W gestii Rohirrimów pozostawiono utrzymywanie odcinka Wielkiego Gościńca Zachodniego znajdującego się w granicach Rohanu.
Rohan dzielił się na Wschodnią i Zachodnią Bruzdę (ang. Folds, w przekładzie Radosława Kota – Fałdy). Ich granicę wyznaczał Śnieżny Potok. Rzeka Entów dzieliła zaś kraj na Wschodni i Zachodni Emnet (stang. Emnett, Równina). Militarnie Rohan był podzielony na Marchię Wschodnią i Zachodnią, które – tak jak Bruzdy – dzielił Śnieżny Potok.
Królestwo to leżało w stepowym Calenardhonie, krainie, w której dominowała bujna, wysoka trawa, w niektórych miejscach było wiele łąk, stawów i sitowi. W taki sposób Legolas opisał Rohan: „gdzieniegdzie bujny i rozkołysany, gdzieniegdzie surowy i poważny jak góry”.

### Osadnictwo
Głównym ośrodkiem i stolicą Rohanu w czasie pokoju było Edoras (stang. Dziedzińce), zbudowane na północnym końcu doliny Harrowdale, na wzgórzu u stóp Ered Nimrais, przez drugiego króla Rohanu, Brego. Było otoczone fosą, wałem i cierniowym żywopłotem. Na przedpolach Edoras płynął Śnieżny Potok, dopływ Rzeki Entów. Przed twierdzą znajdowały się kopce grobowe królów Rohanu, na których rosły simbelmynë. W Edoras znajdowała się siedziba królów Rohanu, Meduseld (stang. Maeduselde, Dwór). Był to duży dwór z dachem błyszczącym z oddali na złoto, stąd też nazwa Złoty Dwór. Wewnątrz znajdowała się długa sień z paleniskami i tronem królów Rohanu. Ściany były bogato zdobione arrasami przedstawiającymi historię i legendy Rohirrimów. Meduseld służył za dom, a także jako miejsce zgromadzeń i przyjmowania gości. Jego opis był zainspirowany poezją anglosaską. T.A. Shippey nazywa rozdział „Król ze Złotego Dworu” kalką z Beowulfa. W ekranizacji Władcy Pierścieni Petera Jacksona Meduseld zbudowano na wzgórzu Sunday, w dolinie Rangitata w Nowej Zelandii.
Przed powstaniem Edoras rolę stolicy pełnił warowny Aldburg (stang. Stary gród). W 2569 roku, gdy Brego przeniósł się do Edoras, pozostawił Aldburg swemu najmłodszemu synowi, Eoforowi. Odtąd była to siedziba jego potomków aż do Éomunda i Éomera.
Zachodnia Bruzda (ang. Westfold) była położona wzdłuż Ered Nimrais, bezpośrednio na wschód od Wrót Calenardhonu (Wrót Rohanu), jedynej, szerokiej przełęczy pomiędzy Ered Nimrais a Górami Mglistymi, przez którą płynęły Isena i Adorn, tworzące granicę Zachodniej Bruzdy. O tę krainę Rohirrimowie toczyli spory z Dunlendingami. Na jej terenie znajdowało się Dol Baran (sin. Złoto-brązowe wzgórze), porośnięte wrzosem, najdalej na południe wysunięte wzgórze z pasma Gór Mglistych, i Helmowy Jar (ang. Helm's Deep), kręty wąwóz, w którym znajdowała się jedna z głównych twierdz kraju, Rogaty Gród.
Helmowy Jar znajdował się wśród Ered Nimrais, 75 mil na północny wschód od Edoras. U jego stóp płynęły źródła Helmowego Potoku, który wyrzeźbił pod Jarem Błyszczące Jaskinie. Następnie wypływał przez mały przepust w centralnej części muru, by w Dolinie Zachodniej Bruzdy, razem z Rzeką Entów, tworzyć jeden z dopływów Anduiny. Od strony północnego zachodu wejścia do Jaru bronił Helmowy Szaniec (ang. Helm's Dike), długi mur obronny, wysoki na 20 stóp, częściowo zniszczony w czasie Wojny o Pierścień.
Między Iseną a Adorn, na wschód od Wrót Rohanu leżały Dzikie Ziemie (ang. Wild Lands, także Dzikie Kraje Rohańskie). Tamtejsi mieszkańcy byli mieszanego pochodzenia, wielu miało w żyłach krew Dunlendingów. W późniejszych latach przewodził im Freca. W 2758 roku podczas wielkiego najazdu na Rohan ziemie te zajęli Dunlendingowie. Mimo ich odparcia Rohirrimowie przez dłuższy czas nie byli w stanie odbić tego obszaru. Dokonał tego król Folcwine. Tamtejsi ludzie nie byli lojalni wobec kolejnych władców Rohanu i podczas Wojny o Pierścień niektórzy z ich przyłączyli się do armii Sarumana.

## Historia
Rohirrimowie pochodzili od potomków Nortów, Éothéodów, zgromadzonych wokół wodza Marhwiniego. Pierwotnie zamieszkiwali tereny między Samotną Skałą a Gladden. Po ok. sześciuset latach, wobec wzrostu liczebności Éothéodów i wzrostu zagrożenia z Dol Guldur, teren ten okazał się zbyt mały i niebezpieczny. Tak więc za panowania Frumgara (w roku 1977 Trzeciej Ery) na wieść o upadku Angmaru (który nastąpił dwa lata wcześniej), wyemigrowali na północ i osiedlili się między Górami Mglistymi, Górami Szarymi a Mroczną Puszczą. Nazwali ten kraj „Éothéodem”. Stolicą Éothéodu był Framsburg, warownia nazwana tak na cześć Frama, syna Frumgmara, który zabił smoka Scatha.
W roku 2510 Namiestnik Gondoru, Cirion, poprosił wodza Éothéodów, Eorla, o pomoc podczas najazdu Balków. Eorl odpowiedział na wezwanie i wyruszył wraz z większością jeźdźców, zostawiając skromną liczbę dla ochrony mieszkańców Éothéodu. Jeźdźcy przybyli do Gondoru w decydującym momencie i wspomogli armię Gondoru w bitwie na polach Celebrantu, po której Cirion poprosił ich o strzeżenie prowincji Calenardhonu.
Trzy miesiące później Cirion przekazał Calenardhon Éothéodom, a Eorl złożył przysięgę wiecznej przyjaźni z Gondorem, po czym wszyscy Éothéodzi przenieśli się na te tereny. Wtedy to zaczęli nazywać się Eorlingami („Ludem Eorla”). Przez mieszkańców Gondoru nazwani zostali Rohirrimami – „Mistrzami Koni”, a kraj, który zamieszkiwali – „Rohanem”. Od tego czasu Rohanem rządzili królowie z rodu Eorla.
W 2758 roku Trzeciej Ery król Rohanu Helm Żelaznoręki skrył się w Rogatym Grodzie przed atakami Easterlingów. W tym okresie Dunlendingowie pod wodzą Wulfa zdobyli Edoras. Wąwóz nazwano potem Helmowym Jarem na cześć króla, który poległ i zamarzł niedaleko murów twierdzy. Odtąd przepowiednia głosiła, że Helmowy Jar nie upadnie, dopóki bronić go będą ludzie.
W czasie Wojny o Pierścień Rohanem rządził jego siedemnasty król, Théoden. Wtedy też kraj ten prowadził wojnę z Isengardem, podczas której zginął królewicz Théodred. Do historii weszła bitwa pod Helmowym Jarem rozegrana w nocy z 3 na 4 marca 3019 roku, kiedy to Rohirrimowie przy wsparciu entów z Fangornu w końcowej fazie bitwy, pokonali szturmujące wojska Isengardu pomimo znacznej przewagi liczebnej przeciwnika.

## Królowie Rohanu
Królowie Rohanu, począwszy od Eorla, byli potomkami władców Éothéodów, ci zaś w prostej linii wywodzili się od Vidugavii i byli dalekimi krewnymi królów Gondoru – matką Eldacara była Vidumavi, córka Vidugavii).
W swoim państwie posiadali, jak się zdaje, nieograniczoną władzę. Podejmowali wszystkie najważniejsze decyzje w państwie i (jeśli byli w stanie) bezpośrednio dowodzili wojskiem na wyprawach wojennych. U ich boku działała rada, składająca się z dostojników królestwa i możnych. W sprawach militarnych pomocą królowi służyli marszałkowie Marchii. Wszyscy kolejni monarchowie, zobowiązani Przysięgą Eorla, byli sojusznikami Gondoru.
Tron obejmował w Rohanie zwykle najstarszy syn króla, ewentualnie najstarszy z jego braci. W przypadku, gdy władca (oraz jego następcą) umierali bezpotomnie, monarchą zostawał jego najbliższy męski krewny. Rozpoczynał on nową dynastię w ramach Rodu Eorla. W historii Rohanu dwukrotnie zdarzyła się taka sytuacja:
1. w 2759 roku Trzeciej Ery nowym królem został Fréaláf, syn Hildy, siostry poprzedniego monarchy Helma, który zginął wraz z synami (Hámą i Halethem) w wojnie z Dunlendingami i Korsarzami
2. w 3019 roku nowym królem został Éomer, syn Théodwiny, siostry poprzedniego monarchy Théodena, który poległ w bitwie na polach Pelennoru (jego syn Théodred zginął wcześniej w pierwszej bitwie u brodów na Isenie).

Królowie Rohanu nie nosili korony, tylko złotą opaskę z osadzonym pośrodku białym diamentem. Monarszą nekropolią było Mogilne Pole, opodal Edoras. Sztandar królewski zdobiło godło Rohanu – Biały Koń na zielonym polu.
Miano „królowie Rohanu” pojawiło się w użyciu od czasów namiestnika Gondoru Hallasa. Sami Rohirrimowie zwali swoich władców Królami Marchii.

### Eorl
Był synem Léoda, władcą Éothéodów i pierwszym królem Rohanu. Urodził się w 2485, zmarł w 2545 roku TE. Władzę nad Éothéodem objął w 2501 roku, mając zaledwie 16 lat, jego ojciec bowiem zginął, zrzucony przez konia. Eorl poprzysiągł zemstę i ruszył w step na poszukiwanie tego rumaka. Gdy jednak go odnalazł, nie zabił go, tylko okiełznał i nadał imię Felaróf. Odtąd jeździł na nim do końca swego życia.
Przez następne lata Eorl w spokoju rządził Éothéodem, okazując się władcą odważnym i mądrym. W 2510 roku, gdy Gondor został najechany przez Balków, Namiestnik Cirion posłał do Eorla prośbę o pomoc. Ten zaś, choć zdawało się za późno na odsiecz, wyruszył z licznym zastępem jeźdźców na południe. Udało mu się dotrzeć na czas i przesądzić o wyniku bitwy na polach Celebrantu.
Cirion w podzięce oddał mu prowincję Calenardhon, jako nowe miejsce osiedlenia dla jego ludu. Natomiast Eorl na górze Amon Anwar złożył Przysięgę, w której zobowiązał siebie i swoich następców do wspomagania Gondoru w potrzebie. W krótkim czasie sprowadził Éothéodów do nowej ojczyzny, nazwanej potem przez Gondorczyków Rohanem. Swoją siedzibę założył w Aldburgu.
jako król Rohanu (za życia używał tytułu króla Marchii Jeźdźców lub króla Calenardhonu), panował przez 35 lat. Zginął w bitwie na Płaskowyżu, walcząc z nowym najazdem Easterlingów.
Eorla jako pierwszego monarchę pochowano na Mogilnym Polu.
Zwano go Eorlem Młodym, ponieważ w młodym wieku objął władzę i zachował młodzieńcze siły, jak i jasne włosy do końca swego życia.
Był bohaterem licznych pieśni. Jedną z nich, zaczynającą się od słów Gdzież teraz jeździec i koń? Gdzież róg co graniem wiódł w pole?, przytoczył Aragorn II, gdy wraz z Gandalfem, Legolasem i Gimlim, stanął u bram Edoras.
Imię Eorl znaczy książę, wojownik.

### Brego
Był drugim królem Rohanu, synem króla Eorla Młodego. Urodził się w 2512, zmarł w 2570 roku TE. Na tron wstąpił w 2545 roku i panował do końca swego życia. Na początku rządów udało mu się wypędzić z Płaskowyżu Easterlingów, którzy zabili jego ojca. Po tym zwycięstwie Rohan przez wiele lat nie doznał żadnej napaści. W roku 2569 ukończył budowę dworu Meduseld i przeniósł siedzibę królewską do Edoras. W trakcie uczty, najstarszy jego syn, Baldor, przysiągł, że odważy się przejść Ścieżki Umarłych, lecz z nich nie powrócił. Brego zmarł z rozpaczy rok później. Jego następcą został drugi syn, Aldor. Monarcha miał jeszcze jednego męskiego potomka imieniem Eofor.
W języku rohirrickim słowo brego znaczy władca, wódz lub pan.

### Aldor
Był trzecim królem Rohanu, drugim synem króla Brega, bratem Baldora i Eofora. Urodził się w 2544, zmarł w 2645 roku TE. Na tron wstąpił w 2570 roku. Zapisał się w kronikach jako Stary, ponieważ dożył sędziwego wieku i rządził przez siedemdziesiąt pięć lat. Panował najdłużej ze wszystkich władców Marchii. Za jego rządów zwiększyła się liczba Rohirrimów i zasiedlono wtedy śródgórskie doliny w Ered Nimrais (m.in. Harrowdale). Wyparto także lub ujarzmiono ostatki ludu Dunlendingów, mieszkających jeszcze na wschodnim brzegu Iseny. Monarcha poprowadził nawet demonstracyjną wyprawę na ich kraj, u podnóży Gór Mglistych. Jego następcą był Fréa. Aldor miał jeszcze trzy córki, starsze od niego.
Imię Aldor znaczy Starzec.

### Fréa
Był czwartym dzieckiem i jedynym synem króla Aldora. Urodził się w 2570, zmarł w 2659 roku TE. Na tron wstąpił w 2645 roku, w wieku 75 lat. Panował w spokoju do końca swego życia, przez 14 lat. Za jego rządów kraj rozkwitał.
Imię Fréa znaczy Pan.

### Fréawine
Był piątym królem Rohanu, synem króla Fréi. Urodził się w 2594, zmarł w 2680 roku TE. Na tron wstąpił w 2659 roku. Panował do końca swego życia, przez 21 lat. Rządy tego monarchy upływały w spokoju, a kraj rozkwitał.
Imię Fréawine znaczy Pan i przyjaciel.

### Goldwine
Był szóstym królem Rohanu, synem króla Fréawine’a. Urodził się w 2619, zmarł w 2699 roku TE. Na tron wstąpił w 2680 roku. Panował do końca swego życia, przez 19 lat. Rządy tego monarchy upływały w spokoju, a kraj rozkwitał.
Imię Goldwine znaczy Hojny władca, dosłownie przyjaciel ze złota.

### Déor
Był siódmym królem Rohanu, synem króla Goldwine’a. Urodził się w 2644, zmarł w 2718 roku TE. Na tron wstąpił w 2699 roku. Panował do końca swego życia, przez 19 lat. Za jego rządów, w 2710 roku, Dunlendingowie (którzy już wcześniej potajemnie osiedlali się w okolicach Isengardu i na obrzeżach Lasu Fangorn) zaczęli atakować Rohirrimów. Déor poprowadził więc wyprawę na północ, w wyniku której okazało się, że Isengard został zajęty przez Dunlendingów. Nie mając dość sił do zdobycia tej potężnej twierdzy, monarcha musiał pozostawić na północy Zachodniej Bruzdy znaczne siły jeźdźców dla obrony regionu.
Imię Déor znaczy Dzielny.

### Gram
Był ósmym królem Rohanu, synem króla Déora. Urodził się w 2668, zmarł w 2741 roku TE. Na tron wstąpił w 2718 roku. Panował do końca swego życia, przez 23 lata. Jego rządy upływały w spokoju, mimo iż Dunlendingowie jeszcze za życia Déora zajęli Isengard. Następcą Grama był Helm. Monarcha miał jeszcze jedno dziecko, córkę imieniem Hilda.
Imię Gram znaczy Wojownik, Król.

### Helm
Był dziewiątym królem Rohanu, synem króla Grama. Urodził się w 2691, zmarł w 2759 roku TE. Miał siostrę Hildę. Na tron wstąpił w 2741 roku. Panował do końca swego życia, przez 18 lat. Znany był zarówno ze swego posępnego charakteru, jak i wielkiej siły (zawdzięczał temu swój przydomek Żelaznoręki).
Na czas jego rządów przypadł konflikt z Frecą, wielmożą, który lekceważył króla. W czasie jednej z narad (w 2754 roku) Freca obraził go. Helm, po zakończeniu narady, uderzył śmiertelnie Frecę pięścią. Jego syna, Wulfa, ogłosił wrogiem królewskim, lecz nie udało się go pojmać.
Cztery lata później, Rohan został zaatakowany ze wschodu przez Easterlingów, a z zachodu przez Dunlendingów (pod wodzą Wulfa) i Korsarzy z Umbaru. Helm nie mógł liczyć na pomoc z Gondoru, który także został zaatakowany. Rohirrimowie pod wodzą króla zostali pokonani w bitwie u brodów na Isenie. Cofnęli się do Súthburga i ukrytego za nią wąwozu (nazwanego później Helmowym Jarem). Helm, gdy wrogowie zajęli prawie całe królestwo, bronił się tam przez całą Długą Zimę.
Wygłodniały i zrozpaczony Helm (w wojnie stracił obu synów, Hámę i Haletha), samotnie zakradał się do obozowiska przeciwników i rękami dusił Dunlendingów. Ci zaś bali się go zaatakować. Podczas jednej ze swoich wypraw, Helm zamarzł na śmierć. Jego ciało spoczęło wpierw w Súthburgu, a po wypędzeniu Dunlendingów, pochowano go na Mogilnym Polu.
Na skutek Długiej Zimy i najazdu Easterlingów, Dunlendingów i Korsarzy, pod koniec panowania Helma, Rohan poniósł duże straty.
Pamięć o Helmie i jego czynach była bardzo żywa w Rohanie, śpiewano o nim liczne pieśni.
Helm był ostatnim władcą z Pierwszej Dynastii Rodu Eorla. Tron po nim objął jego siostrzeniec, Fréaláf. Monarcha miał jeszcze jedno dziecko, córkę, której losy nie są znane.
Imię Helm znaczy Obrońca.

### Fréaláf
Był dziesiątym królem Rohanu, synem Hildy, córki króla Grama, i siostrzeńcem króla Helma. Urodził się w 2726, zmarł w 2798 roku TE. Walczył w wojnie z Dunlendingami i Korsarzami z Umbaru w 2758 roku. Gdy nieprzyjaciele zajęli prawie cały kraj, schronił się w Dunharrow, gdzie przetrwał wraz z innymi uciekinierami Długą Zimę. Wiosną 2759 roku zaatakował z zaskoczenia Edoras. Udało mu się zdobyć stolicę i zabić uzurpatora Wulfa. Wsparty posiłkami z Gondoru Fréaláf wyparł najeźdźców z całego kraju i zajął nawet Isengard. Jako że Helm i jego synowie zginęli, to on właśnie został nowym królem i zapoczątkował drugą dynastię rodu Eorla. Na jego koronacji obecny był Saruman, który w tym samym roku osiadł (za zgodą namiestnika Berena) w Isengardzie. Czarodziej wspomagał odtąd Rohirrimów. Podczas panowania Fréaláfa, królestwo było znacznie osłabione. Bardzo powoli zaczęło podnosić się ze zniszczeń wojennych.
Imię Fréaláf znaczy To, co pozostało z pana.

### Brytta
Był jedenastym królem Rohanu (drugim z drugiej dynastii rodu Eorla), synem króla Fréaláfa. Urodził się w 2752, zmarł w 2842 roku TE. Zwany także Léofa, co znaczy Umiłowany. Odznaczał się hojnością. Za jego panowania trwała wojna z orkami z Ered Nimrais, która – w przekonaniu Rohirrimów – zakończyła się ostatecznym ich wytępieniem.

### Walda
Był dwunastym królem Rohanu, synem króla Brytty. Urodził się w 2780, zmarł w 2851 roku TE. Na tron wstąpił w 2842 roku. Panował najkrócej ze wszystkich królów Marchii, bo tylko dziewięć lat. Zginął, gdy wpadł w zasadzkę orków w okolicach Dunharrow.
Imię Walda znaczy Władca.

### Folca
Był trzynastym królem Rohanu, synem króla Waldy. Urodził się w 2804, zmarł w 2864 roku TE. Na tron wstąpił w 2851 roku. Panował do końca swego życia, przez 13 lat. Był znany z zamiłowania do polowań, lecz na początku rządów ślubował, iż nie uda się na żadne, dopóki nie pokona orków, zagrażających królestwu. Ostatecznie, po zaciętych walkach, pokonał ich w 2864 roku. Wtedy to wyruszył na polowanie, lecz w trakcie niego odniósł śmiertelne rany, które zadał mu dzik z Everholt.
Imię Folca znaczy Rządca.

### Folcwine
Był czternastym królem Rohanu, synem króla Folki. Urodził się w 2830, zmarł w 2903 roku TE. Na tron wstąpił w 2864 roku. Panował do końca swego życia, przez 39 lat. Za jego rządów Rohan powrócił do świetności z czasów przed najazdu Dunlendingów z 2758 roku. Królowi udało się odbić z ich rąk obszar między rzekami Adorn i Iseną (tzw. Dzikie Kraje Rohańskie). Folcwine dokonał też militarnej reorganizacji Rohirrimów. Gdy na Gondor napadli Haradrimowie (2885 rok), wysłał namiestnikowi Túrinowi II znaczne posiłki pod wodzą synów, Folcreda i Fastreda. Dzięki nim Túrin odniósł wielkie zwycięstwo w bitwie u brodów na Porosie, choć w walce polegli obaj synowie Folcwine’a. W zamian za poniesione straty namiestnik dał Folcwine’owi okup w złocie. Jego następcą został trzeci syn, Fengel.
Monarcha miał jeszcze jedno dziecko, córkę starszą od Fengla.
Imię Folcwine znaczy Przyjaciel ludu.

### Fengel
Był piętnastym królem Rohanu. Urodził się w 2870, zmarł w 2953 roku TE. Był czwartym dzieckiem króla Folcwine'a, bratem Fastreda i Folcreda, którzy zginęli podczas obrony Ithilien w Gondorze. Na tron wstąpił w 2903 roku. Panował do końca swego życia, przez 50 lat. Zasłynął jako chciwiec i żarłok. Był wiecznie skłócony ze swoimi dziećmi, doradcami i marszałkami.
Imię Fengel znaczy władca, król.

### Thengel
Był szesnastym królem Rohanu. Urodził się w 2905, zmarł w 2980 roku TE. Był trzecim dzieckiem Fengla. Gdy dorósł, poróżnił się z ojcem i opuścił Rohan. Udał się do Gondoru, gdzie wstąpił na służbę u namiestnika Turgona. W 2943 roku pojął za żonę o osiemnaście lat młodszą Morwenę z Lossarnach. Po śmierci ojca (2953 rok) wstąpił na tron Rohanu, jednak uczynił to niechętnie. Panował do końca swego życia, przez 27 lat. Okazał się mądrym królem, choć wprowadził na swój dwór w Edoras język i obyczaje Gondoru, co nie wszystkim się podobało. Za jego panowania Saruman (ogłosiwszy się władcą Isengardu w 2953 roku) zaczął atakować granice państwa i popierać Dunlendingów. Przez pewien czas służył Thenglowi incognito Aragorn II. Następcą monarchy był jego jedyny syn, Théoden. Monarcha z małżeństwa z Morweną doczekał się jeszcze czterech córek – dwóch urodzonych w Gondorze i dwóch w Rohanie (ostatnią z nich była Théodwina).
Imię Thengel znaczy Król, Władca.

### Elfwine
Był dziewiętnastym królem Rohanu, synem króla Éomera. Na tron wstąpił w 63 roku Czwartej Ery. Panował do końca swego życia. Był uderzająco podobny do swego dziadka, księcia Imrahila. Zwano go Elfwinem Pięknym.
Imię Elfwine znaczy Przyjaciel elfów.

## Kultura

### Społeczeństwo

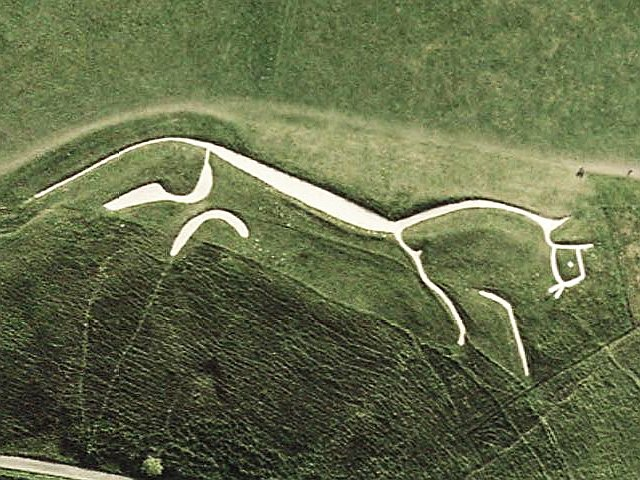
Biały Koń z Uffington, do którego nawiązuje godło Rohanu: biały koń na zielonym polu

Według etymologii Tolkiena nazwa Éothéod jest anglosaskim tłumaczeniem rohirrickiej nazwy Lohtûr – przedrostek loho lub lô- odpowiada anglosaskiemu éo-, oznaczającego konia. W języku staroangielskim eoh („koń”) + théod („lud”, „kraina”) znaczy „Konni ludzie”.
Rohirrimowie byli jasnowłosi, mieli też jasną cerę. Umierali naturalnie w wieku około osiemdziesięciu lat, przy czym pozostawali sprawni do starości. Zachowywali stare tradycje i obyczaje i pisali archaiczną wersją cirthu. J.R.R. Tolkien oparł kreację Rohirrimów na mieszkańcach wczesnośredniowiecznej Brytanii, np. język rohirricki jest odpowiednikiem staroangielskiego. Ważną różnicą jest jednak to, że Rohirrimowie zatrzymali cechy stepowego ludu swoich przodków, Nortów: byli ludem kontynentalnym, słynęli jako wyśmienici jeźdźcy i ujeżdżacze dzikich koni. Ten styl został utrzymany w ekranizacji Petera Jacksona.

### Wojskowość

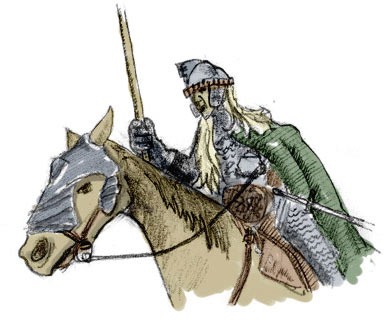
Rohirrim na koniu

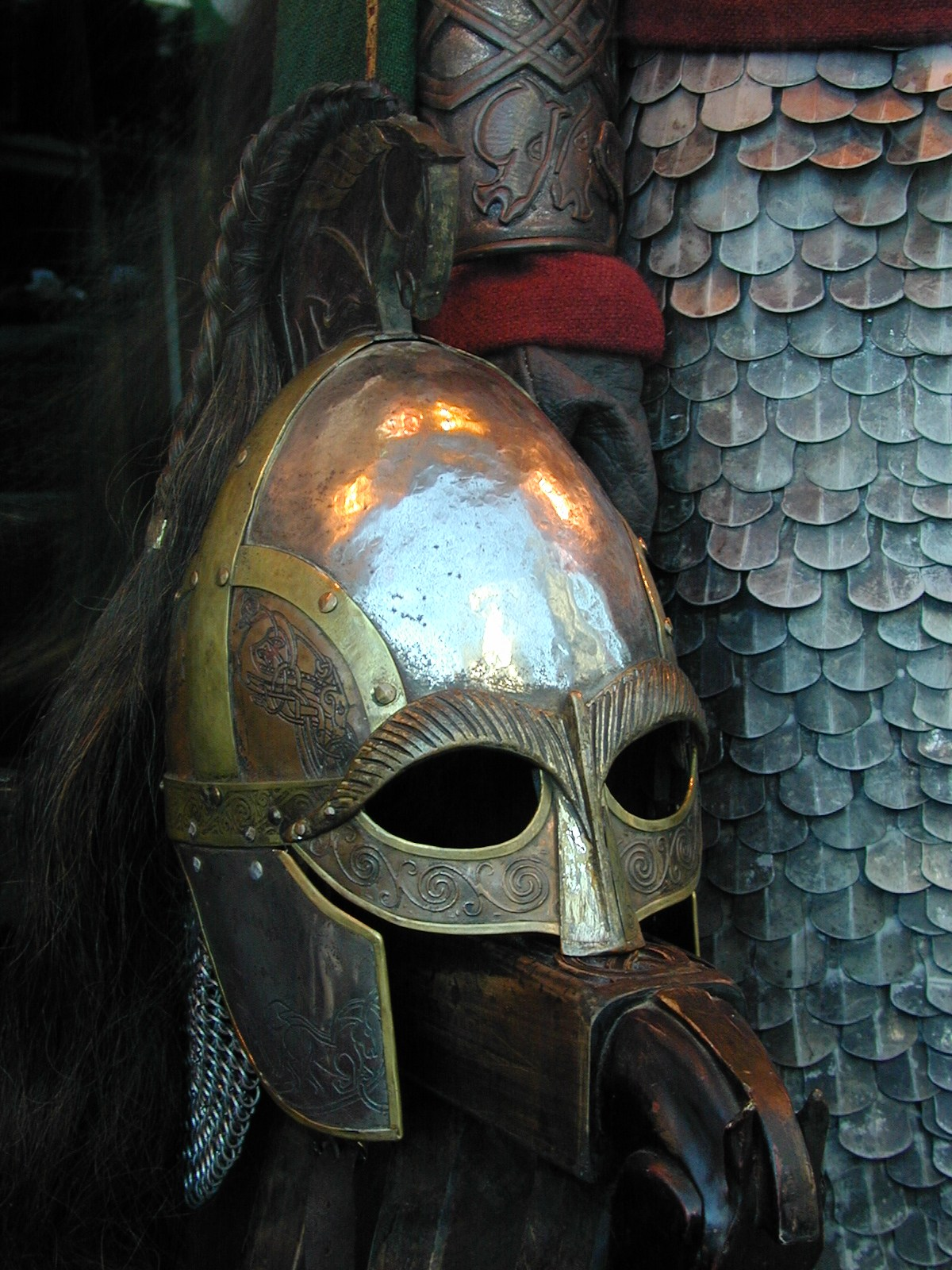
Hełm i zbroja rohirricka z ekranizacji Petera Jacksona

Zarówno Éothéodzi, jak i Rohirrimowie tworzyli armie złożone głównie z konnicy, podzielone na éoredy (stang. oddział lub konna jazda). Mieli także oddziały piechoty i łuczników, o których wiadomo z opisu bitew na Isenie. W czasie pokoju éored składał się tylko z wyćwiczonych jeźdźców, przygotowanych do wojny, stale utrzymywanych w gotowości bojowej. Po reorganizacji armii za rządów króla Folcwine'a przyjęło się, że pełny éored powinien liczyć (razem z dowódcą) nie mniej niż 120 ludzi. Éoredami dowodzili Marszałkowie Marchii (Riddermarchii), najwyżsi wojskowi armii Rohanu: zastępcy króla i dowódca gwardii monarszej.
Rohan podzielony był na Wschodnią i Zachodnią Marchię. Ich granice wyznaczały Śnieżny Potok i Rzeka Entów. Jeźdźców mobilizowanych w tych okręgach określano mianem Zaciągu Wschodniej lub Zachodniej Marchii (East-Mark i West-Mark). Za czasów króla Théodena pieczę nad Wschodnią Marchią sprawował trzeci marszałek Marchii, Éomer, a miejscem zbiórki był jego rodzinny Aldburg. Zachodnią Marchią dowodził wtedy z Rogatego Grodu drugi marszałek Marchii, Théodred. Od czasów króla Éomera Marchiami dowodzili Marszałkowie Marchii.
Do czasów króla Éomera było trzech Marszałków Marchii. Pierwszy marszałek w razie śmierci króla obejmował rządy i naczelne dowództwo nad armią. Sprawował pieczę nad okręgiem stołecznym Edoras i pobliskimi Ziemiami Królewskimi. Dowodził zaciągiem z tych miejsc, a także tych obszarów Zachodniej i Wschodniej Marchii, które były położone bliżej Edoras, niż swoich tytularnych miejsc zbiórki. Marszałkowie drugi i trzeci obejmowali dowództwo doraźnie, według bieżących potrzeb, nad ziemiami Marchii Zachodniej i Wschodniej. Oficer w randze marszałka w czasie pokoju dowodził załogą Edoras. W latach 3012–3019 Trzeciej Ery stopień ten nosił Elfhelm.
W czasach króla Théodena nie było wyznaczonego pierwszego marszałka, ponieważ monarcha był zdolny do dowodzenia wojskiem osobiście. Kiedy Théoden został uzdrowiony przez Gandalfa, faktycznie sprawował tę funkcję Éomer (bez oficjalnej nominacji).
Po pogrzebie Théodena król Éomer zreorganizował system dowodzenia wojskiem: zamiast pierwszego marszałka wprowadził urząd wicekróla – w czasach wojny rządzącego państwem, jeśli król wyprawiał się na wojnę, lub dowodzącego wojskiem, jeśli monarcha zostawał w Edoras; w czasach pokoju – jedynie w razie choroby lub zniedołężnienia króla. Wicekrólem zostawał każdorazowy następca tronu, o ile był dojrzały. W miejsce marszałków drugiego i trzeciego wprowadził rangi marszałka Zachodniej Marchii i marszałka Wschodniej Marchii, usuwając w ten sposób wrażenie tytularnego podporządkowania.